# انتخابات الرئاسة الأمريكية 1804
الانتخابات الرئاسية الأمريكية 1804 هي الانتخابات الرئاسية الأمريكية التي جرت في 1804، لانتخاب رئيس الولايات المتحدة، فاز بالانتخابات توماس جفرسون.

## معرض صور

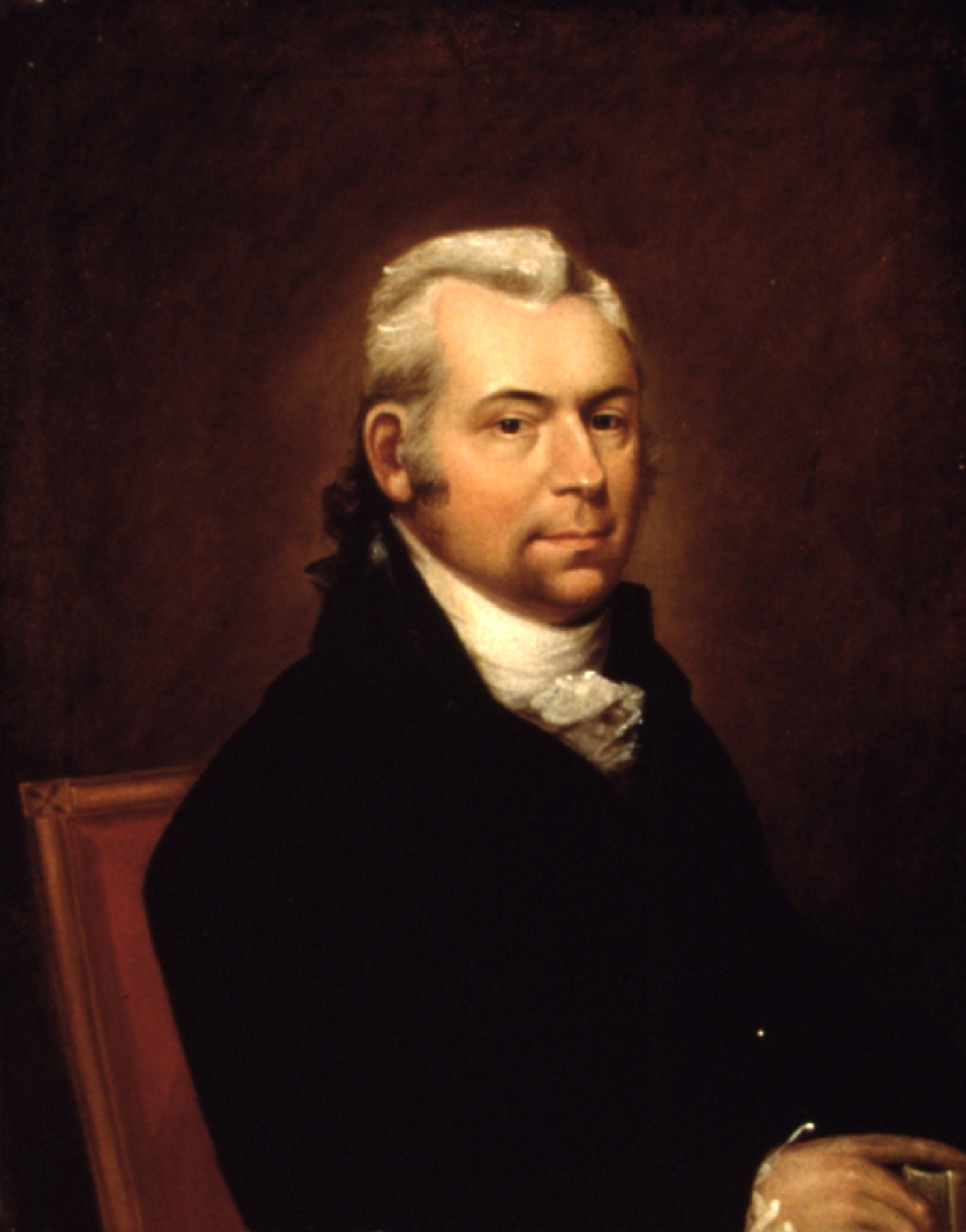
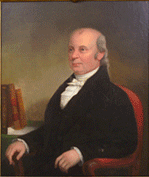
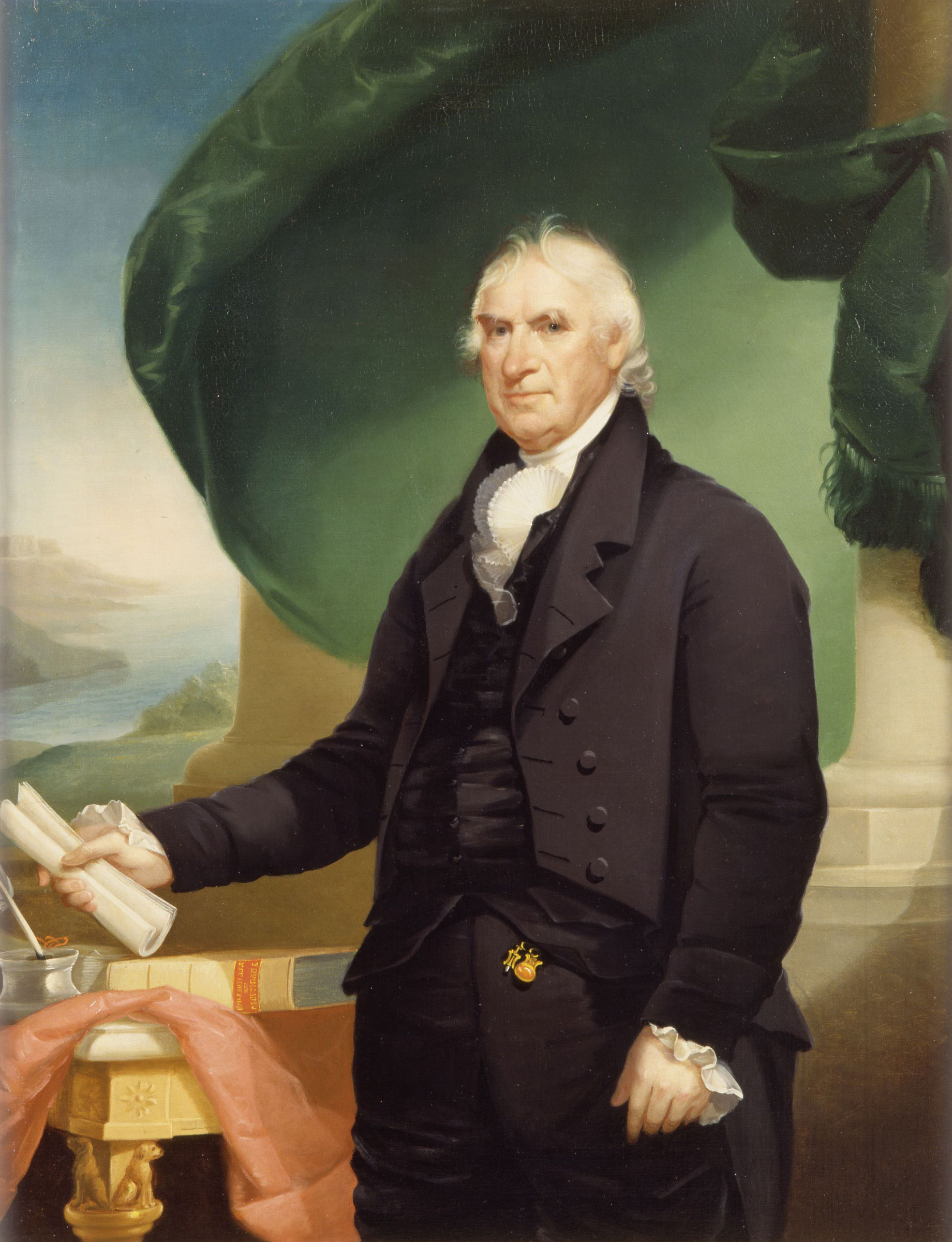
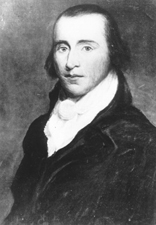
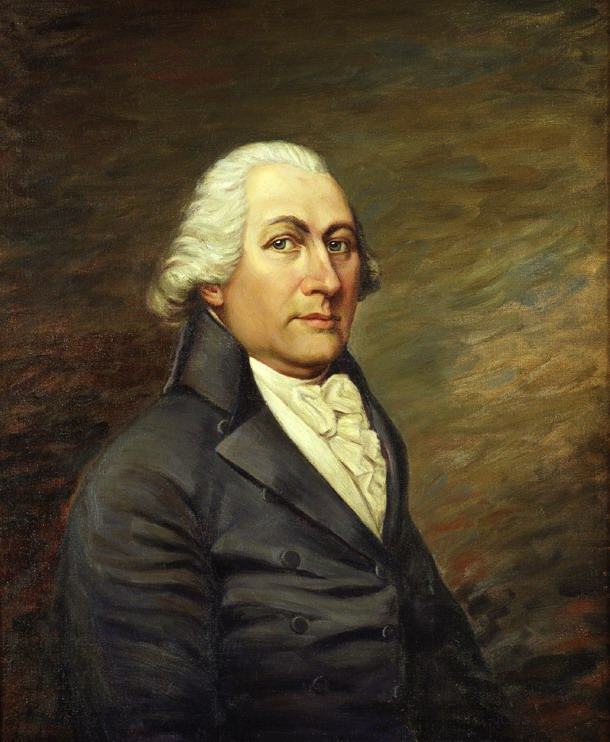
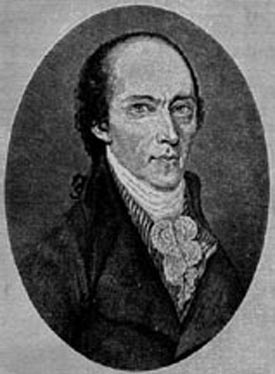

## المرشحين
| المرشح       | الحزب | عدد الأصوات |
| ------------ | ----- | ----------- |
| توماس جفرسون |       |             |